# Smoky Hills State Forest
La Smoky Hills State Forest est une aire protégée américaine dans le comté de Becker, au Minnesota.